# Ронданина
Ронданина (итал. Rondanina) — коммуна в Италии, располагается в регионе Лигурия, в провинции Генуя.
Население составляет 82 человека (2008 г.), плотность населения составляет 6 чел./км². Занимает площадь 13 км². Почтовый индекс — 16025. Телефонный код — 010.
Покровителем коммуны почитается святой апостол Варфоломей, празднование 24 августа.

## Демография
Динамика населения:

## Администрация коммуны
- Официальный сайт: